# Košarkaški klub Borac Banja Luka
Il K.K. Borac Banja Luka è una società cestistica avente sede nella città di Banja Luka, in Bosnia ed Erzegovina fondata nel 1947.

## Palmarès
- Campionato bosniaco: 1

1999-2000
- Coppa di Bosnia ed Erzegovina: 1

2000